# E372

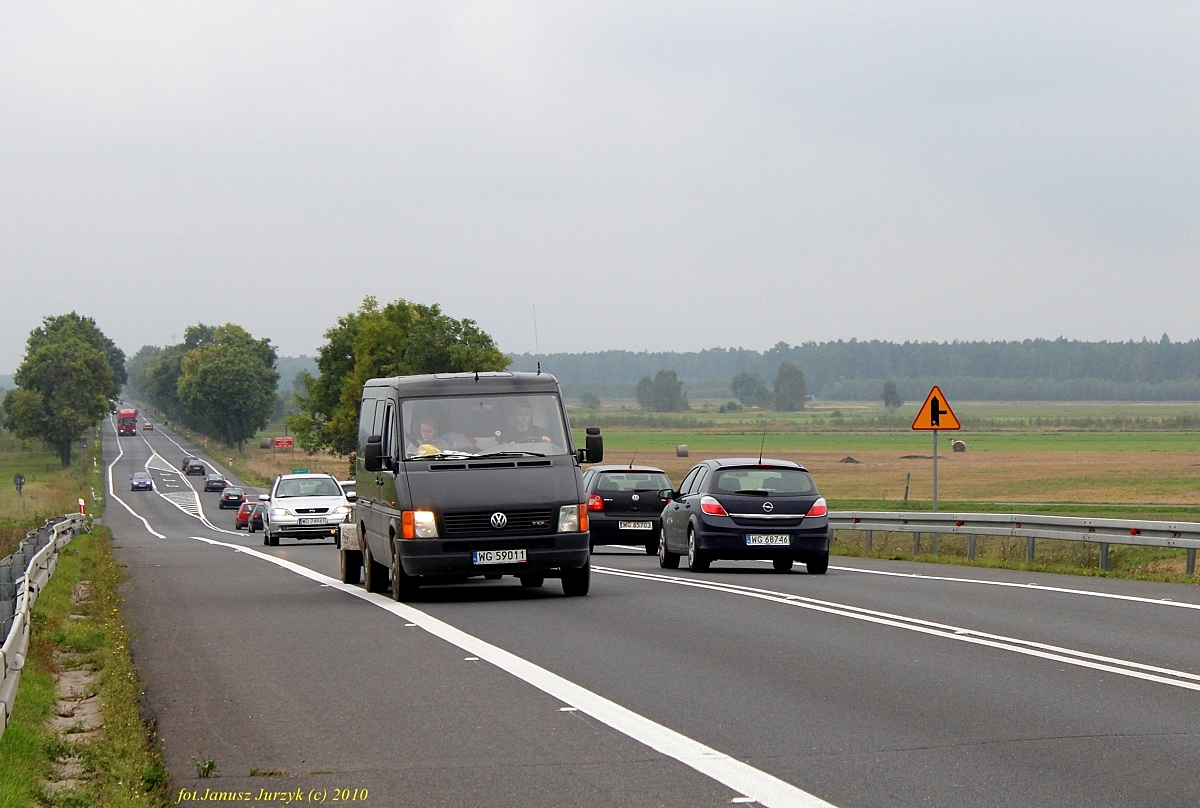
E372/väg 17 i Polen

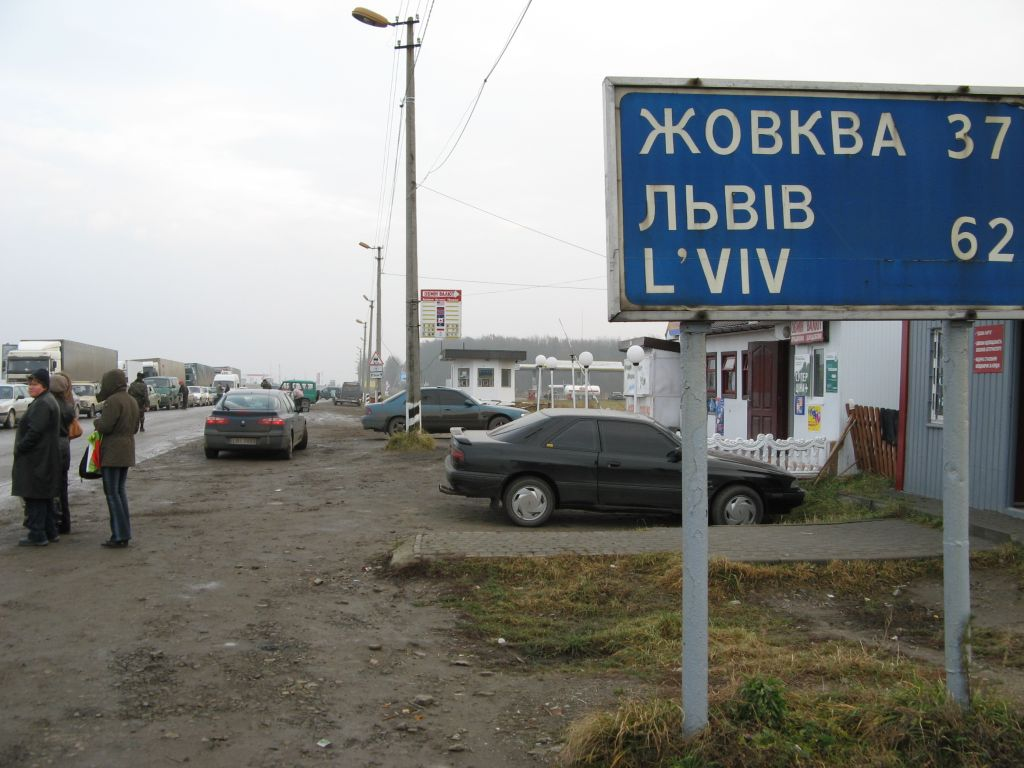
E372/väg M09 i Ukraina

E372 eller Europaväg 372 är en europaväg som går från Warszawa i Polen till Lviv i Ukraina. Längd 370 km.

## Sträckning
Warszawa - Lublin - (gräns Polen-Ukraina) - Lviv. Vägen följer väg 17 i Polen och M09 i Ukraina.

## Standard
Vägen är landsväg. Vägen går genom många byar, vilket ger många hastighetsnedsättningar. Gränskontrollen har ofta köer som tar flera timmar att passera. Asfalten är dålig på ukrainska sidan (skrivet 2011).

## Anslutningar
- E30
- E373
- E40
- E471